# وودولتون (كامبريدجشير)
وودولتون (بالإنجليزية: Woodwalton)‏ هي قرية وأبرشية مدنية تقع في المملكة المتحدة في إنجلترا. يقدر عدد سكانها بـ 237 نسمة .